# リベレイター 南米一の英雄 シモン・ボリバル
『リベレイター 南米一の英雄 シモン・ボリバル』（リベレイターなんべいいちのえいゆうシモンボリバル、Libertador）は2013年のベネズエラ・スペインの伝記映画。
監督はアルベルト・アルベロ、出演はエドガー・ラミレスとダニー・ヒューストンなど。
19世紀初頭に南米諸国をスペイン帝国からの独立に導いた英雄シモン・ボリバルの半生を描いた歴史映画。原題の「Libertador」はスペイン語やポルトガル語で「解放者」の意味であり、ラテンアメリカにおける独立戦争の英雄に対する呼称である。
2013年9月に開催された第38回トロント国際映画祭で初上映されたのち、本国ベネズエラでは2014年7月24日に一般上映された。日本では2014年10月から11月まで開催された第11回ラテンビート映画祭において『解放者ボリバル』のタイトルで上映されたが、その後は一般上映されず、2018年1月10日にDVDが『リベレイター 南米一の英雄 シモン・ボリバル』のタイトルで発売された。

## ストーリー
シモン・ボリバルの生涯のうち、妻マリア・テレサとの出会いと死別から、ボリバル自身の死までを描いている。ただし、その死については史実とされる病死ではなく、陰謀による暗殺の可能性を示唆する内容となっている。

## キャスト
- シモン・ボリバル：エドガー・ラミレス - ベネズエラの名家の息子。
- マリア・テレサ・デル・トロ（スペイン語版）：マリア・バルベルデ - ボリバルの妻。
- アントニオ・ホセ・デ・スクレ：エリック・ウィルドプレット（スペイン語版） - ボリバルの腹心の部下で理解者。
- マヌエラ・サエンス（スペイン語版）：フアナ・アコスタ（スペイン語版） - ボリバルの恋人。
- シモン・ロドリゲス（スペイン語版）：フランシスコ・デニス - ボリバルの師。
- ダニエル・フローレンス・オレリー：イワン・リオン - アイルランド出身の英国軍将校。
- ラファエル・ウルダネタ：アレハンドロ・フルト - ボリバルの腹心の部下。
- フアン・ドミンゴ・デ・モンテヴェルデ（スペイン語版）：イマノル・アリアス - スペイン軍将校。
- マーティン・トーキントン：ダニー・ヒューストン - イギリス人。ボリバルを支援。
- フランシスコ・デ・パウラ・サンタンデル：オーランド・ヴァレンスエラ（スペイン語版） - コロンビアの軍人。ボリバルの部下に。
- フランシスコ・デ・ミランダ：マヌエル・ポルト - ベネズエラの革命家。ボリバルの先駆者。
- ジェームズ・ルーク（英語版）：ゲイリー・ルイス - アイルランド出身の英国軍将校。

## 作品の評価
Rotten Tomatoesによれば、26件の評論のうち、高く評価しているのは38%にあたる10件にとどまっており、平均点は10点満点中5.5点となっている。
Metacriticによれば、12件の評論のうち、高評価は4件、賛否混在は7件、低評価は1件で、平均点は100点満点中51点となっている。